# نويل مكمان
نويل مكمان (بالإنجليزية: Noel McMahon)‏ (24 مايو 1916 في نيوزيلندا - 9 يونيو 2013) هو لاعب كريكت نيوزلندي. لعب مع فريق أوكلاند للكريكت ‏.

## وصلات خارجية
- نويل مكمان على موقع إي آس بي آن كريك إنفو (الإنجليزية)